# Волкодав Віктор Володимирович
Ві́ктор Володи́мирович Волкода́́в (нар. 30 вересня 1962 — 31 травня 2015) — старший солдат Збройних сил України, учасник російсько-української війни.

## Життєпис
Призваний на службу 31 червня 2014 року, вирушив захищати Вітчизну разом із старшим сином. Старший навідник-водій 28-ї окремої механізованої бригади.
31 травня 2015 року, виконуючи завдання командування, поблизу міста Мар'їнки Донецької області загинув, тоді ж поліг майор Дмитро Васильєв, старший солдат Роман Капацій потрапив до полону. ДРГ просочилася крізь українські позиції та влаштувала засідку на дорозі, по якій рухалися «Жигулі» з волонтерами та «Урал» з вояками. Пострілом з підствольного гранатомета вантажівка була знерухомлена, після чого терористи почали розстрілювати пасажирів. Віктор Волкодав зазнав 3-х кульових поранень, опісля був добитий ножем в серце.
Без Віктора лишились батьки, дружина та шестеро дітей.
Похований в селі Велетнівка, Генічеський район.

## Нагороди та вшанування
- Указом Президента України 216/2016 від 18 травня 2016 року — орденом «За мужність» III ступеня (посмертно)[1].
- 31 травня 2016 року у селі Велетнівка на місці поховання відкрито пам'ятник Герою України Віктору Волкодаву